# Wiednitz

Luftbildpanorama von Wiednitz

Wiednitz (obersorbisch Wětnicaⓘ) ist ein Dorf im Landkreis Bautzen am nördlichen Rand der Oberlausitz. Es ist seit dem 1. Januar 2012 ein Ortsteil der Stadt Bernsdorf.

## Geographie

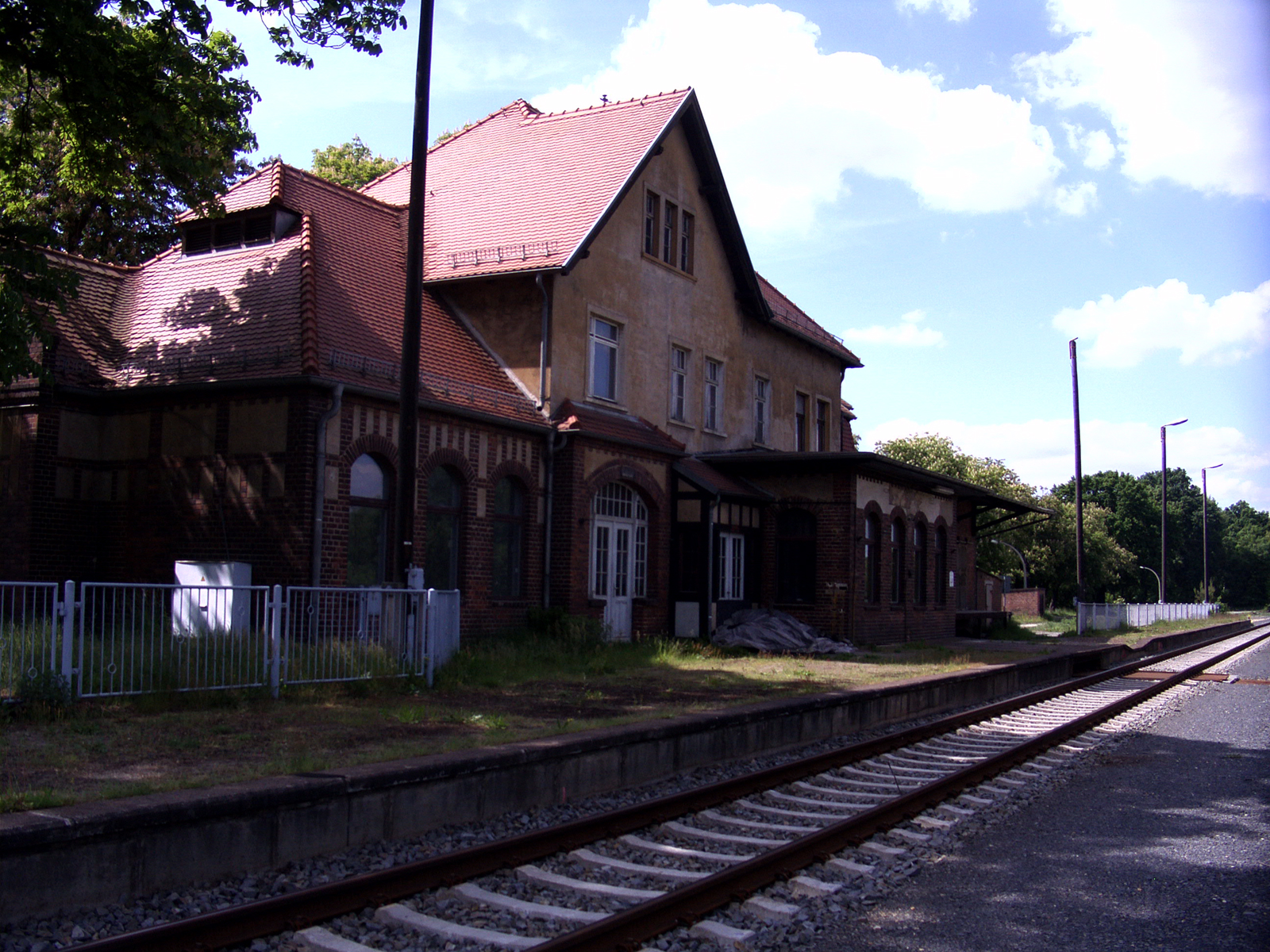
Bahnhof Wiednitz

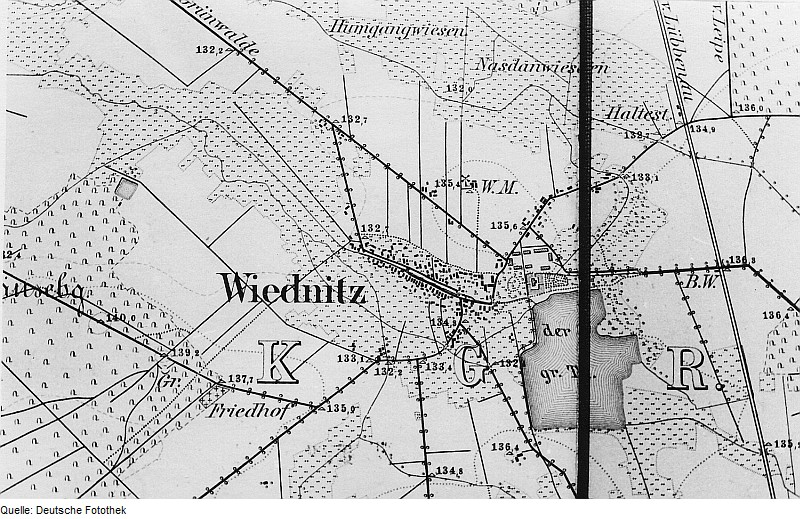
Wiednitz, 1–25.000, 1883

### Geographie
Das Dorf liegt in einer waldreichen, nahezu ebenen, stellenweise feuchten Heide am Rande der Oberlausitzer Heide- und Teichlandschaft in unmittelbarer Nähe der Grenze zu Brandenburg. Im Norden und Nordosten erstreckt sich Tagebaufolgelandschaft. Wiednitz befindet sich etwa 13 Kilometer nordwestlich von Kamenz und 18 km südwestlich von Hoyerswerda.

### Ortsgliederung
Zu Wiednitz gehört Heide (bis 1950: Grube Heye III) sowie Neu-Wiednitz.

## Geschichte
Die Wiednitzer Bevölkerung war bis ins 17. Jahrhundert überwiegend sorbischsprachig. 1691 berichtete jedoch der Großgraber Ortspfarrer Christian Prätorius, dass der Ort „durch die Schul und dienen bey den Herrschafften in 10 biß 15 Jahren zimlich“ deutsch geworden sei.

### Rittergut Wiednitz

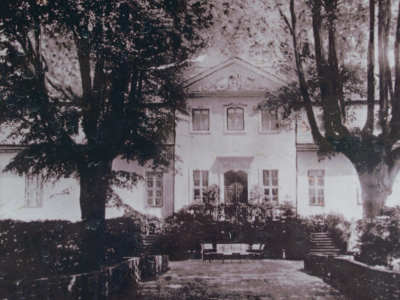
Schloss Wiednitz um 1900, 1946 abgebrochen

Nach Aufzeichnungen des Pfarrers Huth aus Großgrabe machte zur Zeit der Gutsfamilie von Sporr bzw. Spohr auf Wittnitz (1711 bis 1725) August der Starke mit Gräfin Cosel bei seinen häufigen Reisen nach Polen im Herrenhaus Wiednitz häufig Rast. Wiednitz ist etwa 50 km von Dresden entfernt. Diese guten Beziehungen waren auch weiterhin an verschiedenen Stellen positiv zu erkennen. 1725 bis 1768 war der sächsische Kriegsrat Johann Heinrich Simonis Gutsbesitzer in Wiednitz. So nahm er als Bevollmächtigter von König August III. von Polen mit Generalmajor Woldemar Freiherr von Löwendal am Zustandekommen des Waffenstillstandes 1735 zwischen sächsischen, russischen und polnischen Truppen des Magnaten Józef Potocki teil. 1730–1735 baute Gutsherr Simonis ein neues Schloss, legte einen großzügigen Park an und erweiterte die Fischteiche.
Johann Heinrich Simonis vererbte sein Schloss Wiednitz samt Rittergut an seinen Schwager Peter (Pierre) d’Orville (* 21. März 1693; † 1. Januar 1757), evangelisch-reformiert, Bürger und Handelsmann in Frankfurt am Main. Seit dem 27. Mai 1721 verheiratet mit Johanna (Jeanne) Bernus (* 19. September 1699; † 30. Mai 1762) aus Frankfurt am Main, Teil der Frankfurter Oberschicht. Seine Eltern waren das Ehepaar Peter Friedrich d’Orville (1662–1739) und Susanna Judith Buirette von Oehlefeld (auch d’Ahlfelden) (1670–1730), die mehrere Kinder hatten. Die Vorfahren ihrer Familie waren Glaubensflüchtlinge, die einst von Italien über die Niederlande zunächst ins reformierte Hanau zogen und dann, bereits vermögend, in die lutherische freie Reichsstadt Frankfurt am Main. Peter (Pierre) d’Orville führt das Handelsgeschäft fort und errichtete 1721 auf dem Frankfurter Roßmarkt eine Spezereiwarengroßhandlung. Die Gutsbesitzer Peter Friedrich d`Orville und Sohn Johann Karl Friedrich d’Orville von Löwenclau (1787–1831) zeichneten für die Entwicklung des Ortswappens, ein springender Löwe mit ausgestreckten Klauen, verantwortlich. Ursächlich stammt der Adelstitel und das Wappen der Familie d’Orville von seinem jüngeren Bruder Isaak d’Orville (1699–1763), der es von Kaiser Karl VII. für sich und seine Familie erworben hatte, bzw. verliehen bekam. Der letzte Gutsbesitzer der Familie d‘Orville im 19. Jahrhundert verkaufte die Felder, Wiesen und Vieh und betrieb zunächst nur noch Jagd und Fischzucht.
Mit der Bodenreform von 1946 wurden Teile des Parks gerodet und zu Feldern. Im gleichen Jahr wurde das Schloss abgerissen. Auf der ehemaligen Schlossinsel wurde eine Entenmastanlage errichtet. Der einst vor dem Schloss gelegene Obstgarten ist heute ein öffentlicher Kinderspielplatz.

### Heide

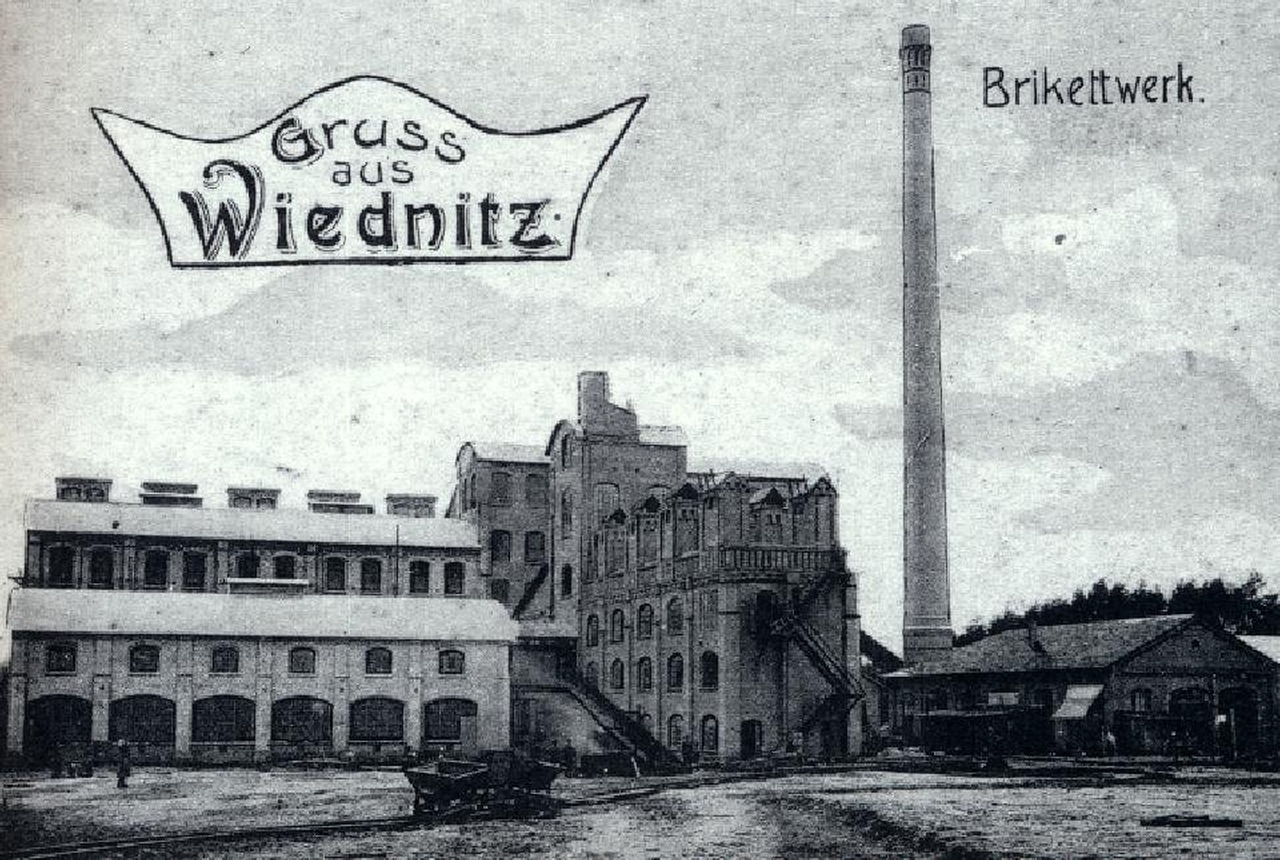
Das Brikettwerk in Wiednitz um 1900

Die Kolonie der F. C. Th. Heye Braunkohlenwerke, die bereits in Annahütte im westlichen Senftenberger Braunkohlenrevier seit dem Ende des 19. Jahrhunderts mehrere Braunkohlengruben und ein Glaswerk unterhielt, begann um 1908/1909 in Heide mit dem Aufschluss einer Braunkohlengrube bei Wiednitz. Die zum Betrieb notwendige Werkssiedlung ließ das Unternehmen durch den Dresdner Architekten Georg Heinsius von Mayenburg entwerfen. Dieser war zur gleichen Zeit mit der Planung und Realisierung der Großsiedlung Marga in Brieske bei Senftenberg befasst. Die Kolonie der Grube Heye III hat daher ein ähnliches Aussehen wie die Siedlung Marga, das Bauprojekt ist jedoch sehr viel kleiner und nicht so komplex.
1950 erfolgte die Eingemeindung der Werkskolonie Heide sowie die Umgemeindung des Ortsteils Neu Wiednitz nach Bernsdorf. Am 1. Januar 2012 wurde Wiednitz dann ebenfalls nach Bernsdorf eingemeindet.

## Verkehr
Das Dorf liegt nordwestlich der Bundesstraße 97, welche das benachbarte Bernsdorf durchquert. Der Ort ist auch über die etwa 15 Kilometer entfernte Anschlussstelle Ruhland der Bundesautobahn 13 zu erreichen. Nordwestlich grenzt Wiednitz an das brandenburgische Amt Ruhland mit den Orten Sella und Grünewald.
Durch Wiednitz verläuft die Bahnstrecke Lübbenau–Kamenz, auf der seit 1998 nur noch Güterverkehr stattfindet; nur an Wochenenden in den Sommerferien fährt ein Personenzugpaar als Seenland-Bahn zwischen Dresden und Senftenberg. Die Linie 772 der Busgesellschaft Regionalbus Oberlausitz verkehrt wochentags von Wiednitz über Bernsdorf zum Bahnhof Kamenz.

## Persönlichkeiten
- Friedrich Leopold von Wurmb (1757–1818), königlich-sächsischer Oberstleutnant und ehemaliger Besitzer von Schloss Wiednitz
- Friedrich Ludwig Adolph von Wurmb (1794–1854), königlich-sächsischer Oberst, Kommandant der Dresdner Kasernen
- Dietrich Ellger (1922–2007), Kunsthistoriker und Denkmalpfleger